# Tupaia tana
La tupaia maggiore o tana (Tupaia tana) è una specie di tupaia diffusa in Borneo e a Sumatra.

## Sistematica
Se ne contano 15 sottospecie:
- Tupaia tana banguei (Chasen & Kloss, 1931)
- Tupaia tana besara (Lyon, 1913)
- Tupaia tana bunoae (Miller, 1900)
- Tupaia tana cervicalis (Miller, 1903)
- Tupaia tana chrysura (Günther, 1876)
- Tupaia tana kelabit (Davis, 1958)
- Tupaia tana lingae (Lyon, 1913)
- Tupaia tana masae (Lyon, 1913)
- Tupaia tana nitida (Chasen, 1933)
- Tupaia tana paitana (Lyon, 1913)
- Tupaia tana sirhassenensis (Miller, 1901)
- Tupaia tana speciosa (Wagner, 1840)
- Tupaia tana tana (Raffles, 1821)
- Tupaia tana tuancus (Lyon, 1913)
- Tupaia tana utara (Lyon, 1913)

## Descrizione
Misura una ventina di centimetri, più altrettanti di coda.
La pelliccia è folta e morbida, marrone scuro con sfumature nerastre sul dorso e sul posteriore, spesso però si trovano esemplari color ruggine con sfumature rossicce sul ventre.
Sulla testa e sul muso il pelo è molto corto e picchiettato di grigio, sulla gola è grigio-rossiccio e sul dorso presenta delle striature longitudinali bruno-scure quasi impercettibili.
Gli occhi sono grandi, le orecchie glabre e reniformi, le zampe hanno 5 dita con artigli ricurvi.

## Comportamento
La tupaia maggiore è un animale molto attivo ed aggressivo: le coppie, che durano tutta la vita, pattugliano costantemente il territorio alla ricerca di cibo ed eventuali intrusi, che vengono scacciati in malo modo.